# I cammelli
I cammelli è un film italiano del 1988 diretto da Giuseppe Bertolucci.

## Trama
Ferruccio Ferri è un giovane di Carpi appassionato di cammelli che riesce a vincere per quattro settimane di fila un programma a quiz di una televisione locale. Il manager Camillo tenta di cogliere l'effimera popolarità di Ferruccio e organizza per lui e per Miriam, un'eterea quanto strampalata e stonata cantante, una tournée lungo un improbabile viaggio in cammello attraverso tutta la pianura Padana fino a Milano, dove si tiene la serata finale, nella quale Ferruccio potrebbe vincere 500 milioni di lire.
Invitati da una troupe televisiva di una imprecisata rete nazionale sul caratteristico ponte di barche di Bereguardo, sul fiume Ticino, Camillo tenta di dare un colpo alla fortuna ingaggiando una provetta nuotatrice che faccia finta di annegare, affinché Ferruccio, sotto le telecamere di tutta Italia, si dimostri anche come eroe. Se non che il nostro non sa nuotare, e la ragazza, stufa, torna a riva da sola.
Camillo e Ferruccio litigano e sciolgono il contratto. Ferruccio riesce da solo ad arrivare a Milano, pochi minuti prima dell'inizio del programma. L'ultima domanda, decisiva per vincere, riguarda la tipica malattia del cammello somalo. Per Ferruccio è la discromatopsia, ma la giuria afferma essere lo strabismo: Ferruccio perde, ma fa ricorso.
Ferruccio torna a casa a Carpi con il treno. Qui incontra una ragazza, Anna Moretti, che sta tentando, due giorni prima delle nozze, di abbandonare il fidanzato Pino e convincere i propri genitori che è innamorata di un altro. Ferruccio gioca la sua parte così bene che fa scappare Pino e fa innamorare Anna. Il treno si ferma a Carpi, dove i due scendono e scoprono che il ricorso di Ferruccio è stato accolto: il cammello somalo è discromatopsico. E Ferruccio ha vinto 500 milioni di lire.